# Giuseppe De Ferrariis
Giuseppe De Ferrariis (ca. 1720 – ca. 1790) è stato un clavicembalista e compositore italiano.
Autore certamente di ambito meridionale, come suggerisce il suo stesso stile, la maniera tecnica del comporre e alcune specifiche peculiarità del suo linguaggio musicale (nonché determinate componenti di ordine propriamente linguistico presenti in alcune sue composizioni).
Le uniche informazioni attraverso cui tentare di ricostruire la sua personalità sono quelle deducibili direttamente dalle sue partiture.
Alcuni tipici elementi stilistici, le stesse caratteristiche strutturali delle sue composizioni (dove non manca quasi mai il Cembalo, il che lascia facilmente dedurre quale potesse essere il suo Strumento di elezione), consentono anzitutto di collocarne cronologicamente l’esistenza, nonché la personale parabola artistica, all’incirca dal 1720 al 1790.
Un ulteriore fattore che denota una piuttosto evidente ‘modernità’ di questo Autore, elemento che oltretutto costituisce la prova manifesta di un bagaglio culturale e artistico di tutto rispetto, è altresì testimoniata da una sua specifica attenzione per quella Chitarra che vedrà la sua effettiva rinascita dopo l’oblio storico della sua antenata barocca “battente” e quindi la sua nuova vita come Strumento dalle rinnovate caratteristiche costruttive, e di conseguenza anche timbriche e tecnico-dinamiche, nella vicina Francia nella seconda metà del Secolo XVIII. E non a caso proprio con l’attributo “francese” il de Ferrariis la identifica almeno in una sua partitura in cui, affidandole per intero il ruolo di “accompagnamento”, mette poeticamente in dialogo diretto questo novello Cordofono con la Voce umana affiancandole in un’altra versione dello stesso brano un generico “Basso” (parte che di norma, in riferimento a quella specifica epoca storica, potrebbe essere affidata a Strumenti quali il Violoncello o il Fagotto e, nel caso se ne volesse offrire una lettura timbricamente più “arcaica”, la Viola da Gamba o la Tiorba).
Se la sua origine pugliese può farsi risalire a una sua verosimile appartenenza alla Casata dell’insigne e celeberrimo intellettuale salentino, scienziato e umanista, detto per l’appunto “Galateo” dal suo luogo di nascita, i suoi rapporti con l’aristocrazia (nello specifico quella romana), che inevitabilmente sottendono una formazione artistica di rilievo (probabilmente ricevuta in uno degli antichi Conservatori di Napoli), sono testimoniati dalla destinataria di una delle sue inedite composizioni, Caterina Fonseca, che potrebbe essere la stessa persona a cui è dedicato un breve Poemetto di Francesco Gianni (Roma, 1750-Parigi, 1822) pubblicato a Roma nel fatidico anno della Rivoluzione Francese.
La prima edizione critica delle Opere cembalo-organistiche di questo Autore è costituita dall’Antologia Musiche Inedite del Settecento Pugliese pubblicata a Padova dall’Editore Armelin a cura di Domenico Morgante.